# Nesopetinus eremitus
Nesopetinus eremitus är en skalbaggsart som beskrevs av Sharp 1908. Nesopetinus eremitus ingår i släktet Nesopetinus och familjen glansbaggar. Inga underarter finns listade i Catalogue of Life.